# 罗旭德

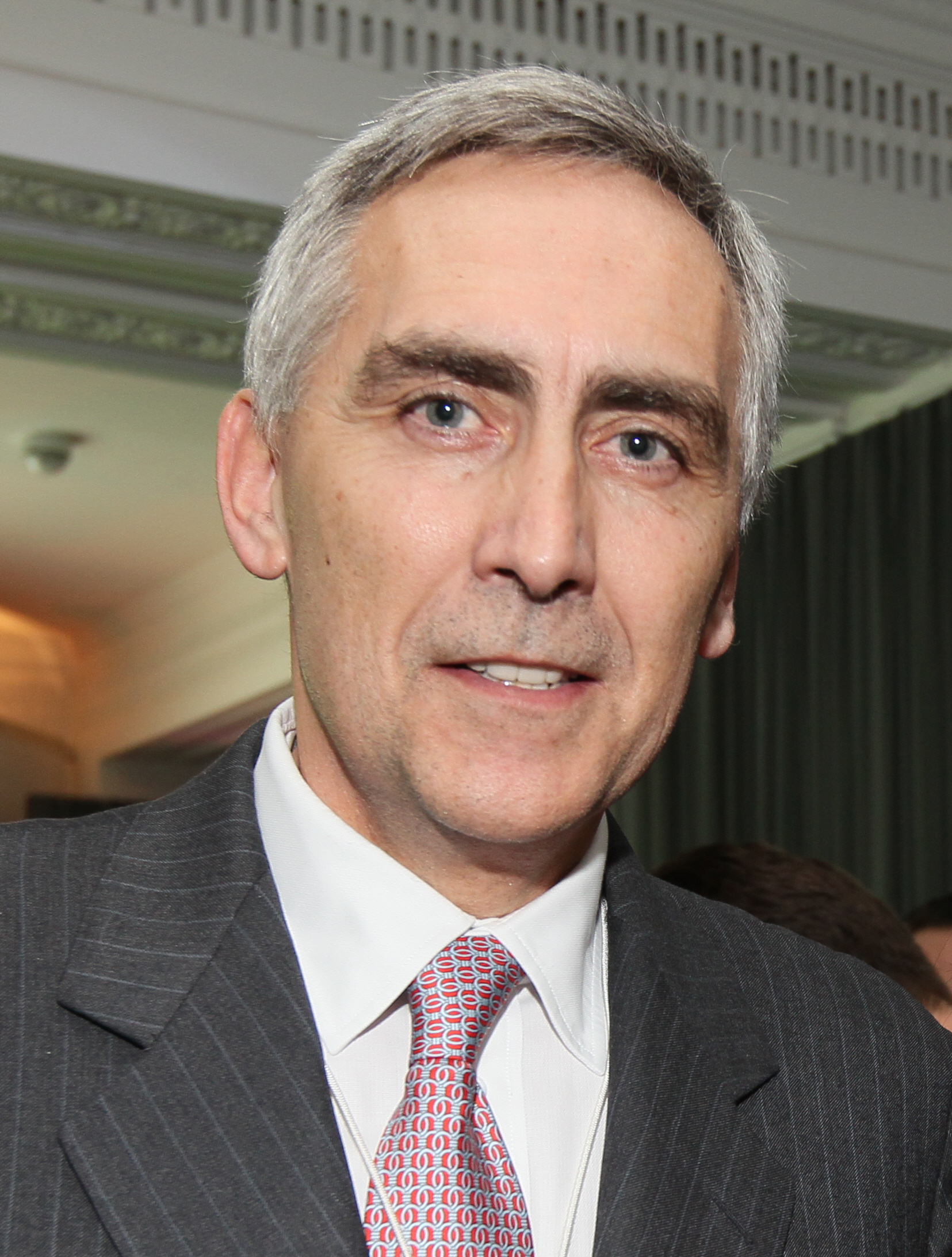
罗旭德在《金融時報》CNBC Davos Nightcap的照片，2012年1月26日

罗旭德，又译彼得·勒舍爾（德語：Peter Löscher；英語轉寫 Peter Loescher）（1957年9月17日—），曾是跨國製藥公司默克藥廠的前主席。在2007年5月20日，作為克勞斯·克萊因費爾特的後繼者，被指派為西門子公司的執行長，任期於7月1日正式開始。他也是德國西門子160年歷史以來首位外聘的執行長。2013年7月31日西門子董事會決議提前結束羅旭德的任期，羅旭德離開西門子。

## 生平
1957年9月17日出生于奧地利菲拉赫。罗旭德在1978年從奧地利菲拉赫的文科中学畢業，並在维也纳经济大学拿到碩士學位。之後他也參加了香港中文大學的工商管理碩士課程，不過最終沒有拿到學位。其後也曾赴哈佛大學參加進階管理學程（Advanced Management Program，AMP）。2007年，密西根州立大學頒發給他「工程學博士」的榮譽學位。
在1988年至2000年共12年間，羅旭德效力於德國製藥公司 Hoechst，並持續在西班牙、日本、英國、美國各地間轉戰。之後隨著Hoechst與Rhone-Poulenc企業合併成為賽諾菲製藥公司，羅旭德持續工作了兩年，到2002年離職。接著羅旭德加入了被奇異所併購的英國藥廠 Amersham。在2006年，他則成為了默克藥廠董事會的其中一員。
2007年，Loescher空降成為 西門子的CEO
2013年7月31日，西門子公司董事會決定提前結束羅旭德的任期，執行長則由原公司財務長凯飒接任。

## 个人生活
罗旭德會說德語、英語、法語、西班牙語、及日語等五種語言。他的妻子為西班牙裔，兩人共擁有四名子女。根據一次與紐約時報的訪談，Löscher在高中與大學期間都擔任過排球隊的隊長。

## 外部連結
- CV on Siemens.com

| 前任： 克勞斯·克萊因費爾特 | 西门子公司首席执行官 2007 – 2013年7月31日 | 繼任： 凯飒 |